# Лю Соннён
Лю Соннён (кор. 柳成龍, 류성룡; 1542—1607) — корейский государственный деятель, гражданский чиновник династии Чосон. Представитель Восточной фракции. Последователь Ли Хвана. В корейской историографии считается образцом бюрократа, одним из самых выдающихся представителей чосонского правительства.

## Краткие сведения
Лю родился в городе Андон провинции Кёнсан в благородной семье Лю ветви Пусан. С детства он увлекался произведениями Конфуция и Мэн-цзы.
С 1564 года Лю учился в высшем учебном заведении Кореи, Сонгюнгване.
В 1566 году Лю впервые занял должность придворного чиновника: его назначили заместителем подписаря 9 младшего ранга Придворной канцелярии и Управы корректоров.
В 1569 году он входил в состав посольства, которое было отправлено ко двору китайской династии Мин. После возвращения Лю занимал должности Инспектора конфуцианской классики в Сонгюнгване и был награждён монаршей грамотой. В 1570-х годах он был повышен в ранге и назначен профессором.
В 1590 году Лю Соннён получил министерскую должность правого советника в совете, а через год стал левым советником и главой Министерства кадров. После раскола фракции восточных он присоединился к Южной фракции. Впоследствии Лю был назначен Инспектором четырёх провинций.
В 1592 году, когда началась Имджинская война, Лю Соннён занимал должность ёныйджона. По его инициативе корейский флот был передан под командование Ли Сунсина и основана система постоянных военных гарнизонов.
В 1598 году Лю был смещён с должности оппозиционерами из Северной фракции. Остаток своей жизни он провёл, составляя трактаты о политике.